# Зайковский, Дмитрий Дмитриевич
Дми́трий Дми́триевич Зайко́вский (2 (14) октября 1838—23 марта (4 апреля) 1867) — русский врач, доцент Московского университета.

## Биография
Родился 2 (14) октября 1838 года в семье врача, помощника инспектора студентов Московского университета, штаб-лекаря Дмитрия Ефимовича Зайковского (1807—1885). Его дед, уроженец Малороссии, Ефим Гаврилович Зайковский (1760—1825) также был врачом.
Окончил 4-ю Московскую гимназию и медицинский факультет Московского университета (1860). Работал ординатором в Голицынской больнице до 1863 года, когда защитив диссертацию на степень доктора медицины отправился за границу изучать фармакологию. Спустя два года, он возвратился из-за границы и был избран доцентом общей терапии и врачебной диагностики в Московском университете.
Умер в лаборатории, отравившись синеродистым калием.